# Alrosa
Alrosa PJSC er et russisk diamantmineselskab, der er specialiseret i at finde, udvinde, producere og sælge diamanter. Målt på volumen er det verdens største indenfor diamanter. Minedriften foregår i Jakutien, Arkhangelsk oblast og i Afrika.
Virksomhedens hovedkvarter er i Mirney, Republikken Sakha og i Moskva.
Historien begyndte i 1954, hvor den første diamantåre blev fundet, Zarnitsa-minen. I 1955 blev Mir-minen opdaget. I alt 15 væsentlige diamantforekomster blev opdaget i 1955. Det nuværende Alrosa blev etableret ved en privatiseringsproces i 1992, det ledes af Anton Siluanov.